# Fresne-Léguillon
Fresne-Léguillon és un municipi francès, situat al departament de l'Oise i a la regió dels Alts de França. L'any 2007 tenia 480 habitants.

## Demografia

### Població
El 2007 la població de fet de Fresne-Léguillon era de 480 persones. Hi havia 180 famílies de les quals 48 eren unipersonals (20 homes vivint sols i 28 dones vivint soles), 48 parelles sense fills, 80 parelles amb fills i 4 famílies monoparentals amb fills.
La població ha evolucionat segons el següent gràfic:
Habitants censats

### Habitatges
El 2007 hi havia 193 habitatges, 180 eren l'habitatge principal de la família, 9 eren segones residències i 4 estaven desocupats. 175 eren cases i 18 eren apartaments. Dels 180 habitatges principals, 137 estaven ocupats pels seus propietaris, 37 estaven llogats i ocupats pels llogaters i 6 estaven cedits a títol gratuït; 3 tenien una cambra, 14 en tenien dues, 25 en tenien tres, 50 en tenien quatre i 88 en tenien cinc o més. 144 habitatges disposaven pel capbaix d'una plaça de pàrquing. A 51 habitatges hi havia un automòbil i a 102 n'hi havia dos o més.

### Piràmide de població
La piràmide de població per edats i sexe el 2009 era:
| Homes | Edats   | Dones |
| ----- | ------- | ----- |
| 0     | 95 o +  | 0     |
| 0     | 90 a 94 | 0     |
| 4     | 85 a 89 | 4     |
| 0     | 80 a 84 | 0     |
| 0     | 75 a 79 | 8     |
| 20    | 70 a 74 | 8     |
| 4     | 65 a 69 | 4     |
| 4     | 60 a 64 | 8     |
| 4     | 55 a 59 | 4     |
| 20    | 50 a 54 | 8     |
| 32    | 45 a 49 | 16    |
| 12    | 40 a 44 | 28    |
| 16    | 35 a 39 | 24    |
| 12    | 30 a 34 | 16    |
| 20    | 25 a 29 | 12    |
| 8     | 20 a 24 | 16    |
| 20    | 15 a 19 | 12    |
| 28    | 10 a 14 | 28    |
| 12    | 5 a 9   | 16    |
| 16    | 0 a 4   | 12    |

## Economia
El 2007 la població en edat de treballar era de 329 persones, 265 eren actives i 64 eren inactives. De les 265 persones actives 241 estaven ocupades (132 homes i 109 dones) i 24 estaven aturades (13 homes i 11 dones). De les 64 persones inactives 19 estaven jubilades, 25 estaven estudiant i 20 estaven classificades com a «altres inactius».

### Ingressos
El 2009 a Fresne-Léguillon hi havia 176 unitats fiscals que integraven 483 persones, la mediana anual d'ingressos fiscals per persona era de 19.714 €.

### Activitats econòmiques
Dels 14 establiments que hi havia el 2007, 2 eren d'empreses de fabricació de material elèctric, 2 d'empreses de fabricació d'altres productes industrials, 5 d'empreses de construcció, 1 d'una empresa de transport, 1 d'una empresa d'hostatgeria i restauració, 1 d'una empresa de serveis i 2 d'empreses classificades com a «altres activitats de serveis».
Dels 7 establiments de servei als particulars que hi havia el 2009, 1 era un paleta, 1 fusteria, 1 lampisteria, 1 empresa de construcció, 2 perruqueries i 1 restaurant.
L'any 2000 a Fresne-Léguillon hi havia 8 explotacions agrícoles.

## Equipaments sanitaris i escolars
El 2009 hi havia una escola elemental integrada dins d'un grup escolar amb les comunes properes formant una escola dispersa.

## Poblacions més properes
El següent diagrama mostra les poblacions més properes.